# 小行星7753
小行星7753（英語：7753）是一颗围绕太阳公转的小行星。1988年12月5日，Y. Oshima在静冈县发现了此天体。
这颗小行星的绝对星等为280.0062981715431等。